# 盛岡市立乙部中学校
盛岡市立乙部中学校（もりおかしりつおとべちゅうがっこう）は、岩手県盛岡市黒川にある公立中学校。